# Hyman Abrams
Hyman Abrams (geb. 1. Mai 1901 im Russischen Kaiserreich; gest. nach Juni 1962) war ein russisch-amerikanischer Mobster, der heute der Kosher Nostra zugerechnet wird. Während der Prohibition in den Vereinigten Staaten galt er als hochrangiges Mitglied der Gangsterbande um Charles „King“ Solomon in Boston.

## Leben
Nach dem gewaltsamen Tod von Solomon 1933 führte er – mit anderen Mitgliedern der Bande – die kriminellen Geschäfte fort. Nach dem Ende der Prohibition engagierte sich Solomon in den neuen Casinos, wie sie von Meyer Lansky organisiert wurden; insbesondere das Flamingo in Las Vegas und später das The Sands.